# Каменный (Городищенский район)
Каменный — посёлок в Городищенском районе Волгоградской области. Административный центр и единственный населённый пункт Каменского сельского поселения.
Население — 1243 (2025)

## История
Дата основания не установлена. Посёлок назван в связи с наличием на территории поселения природного камня, из которого изготавливались жернова на продажу. До войны на месте современного посёлка располагалась МТФ. Во время Великой Отечественной войны боев на территории посёлка не было. Здесь располагались склады с боеприпасами, госпиталь. После освобождения Сталинграда будущий посёлок Каменный стал подсобным хозяйством колхоза имени Сталина, куда возили рабочих из посёлка Ерзовка. После войны возле фермы стали строить бараки для жилья рабочих фермы. В 1968 году колхоз имени Сталина стал отделением совхоза имени 62 армии Дубовского района, а в 1974 году был организован самостоятельный совхоз «Каменский».
В 1977 году посёлок передан в состав Городищенского района. Решением исполкома облсовета от 18 июля 1984 года № 16/396 был образован Каменский сельсовет с центром в посёлке Каменный

## География
Посёлок расположен в степной зоне на северо-востоке Городищенского района в пределах Приволжской возвышенности, относящейся к Восточно-Европейской равнине, при балке Пичуге. Рельеф местности холмисто-равнинный, осложнённый балками и оврагами. Центр посёлка расположен на высоте около 70 метров над уровнем моря. Почвы — каштановые и светло-каштановые солонцеватые и солончаковые.
По автомобильным дорогам расстояние до центра Волгограда составляет 44 км, до районного центра посёлка Городище — 38 км. Ближайший населённый пункт — рабочий посёлок Ерзовка расположен в 12 км к юго-востоку от посёлка Каменный.
Климат
Климат умеренный континентальный с жарким летом и малоснежной, иногда с большими холодами, зимой (согласно классификации климатов Кёппена — Dfa. Температура воздуха имеет резко выраженный годовой ход. Среднегодовая температура положительная и составляет +7,9 °С, средняя температура января −8,0 °С, июля +23,9 °С. Многолетняя норма осадков — 396 мм, в течение года осадки распределены относительно равномерно: наибольшее количество осадков выпадает в июне (42 мм) и декабре — 40 мм, наименьшее в марте — 23 мм.
Часовой пояс
Каменный, как и вся Волгоградская область, находится в часовой зоне МСК (московское время). Смещение применяемого времени относительно UTC составляет +3:00.

## Население
| 2002 |
| ---- |
| 1448 |

| 2010  | 2012  | 2013  | 2014  | 2015  | 2016  | 2017  |
| ----- | ----- | ----- | ----- | ----- | ----- | ----- |
| 1398  | ↗1402 | ↘1367 | →1367 | ↘1343 | ↗1353 | ↘1334 |
| 2018  | 2019  | 2020  | 2021  | 2023  | 2024  | 2025  |
| ↘1327 | ↘1297 | ↘1276 | ↘1272 | ↗1283 | ↘1269 | ↘1243 |